# Plebejus alpiumphilonome
Plebejus alpiumphilonome är en fjärilsart som beskrevs av Ruggero Verity 1931. Plebejus alpiumphilonome ingår i släktet Plebejus och familjen juvelvingar. Inga underarter finns listade i Catalogue of Life.